# Сульфид иридия(VI)
Сульфид иридия(VI) — неорганическое соединение, 
соль металла иридия и сероводородной кислоты с формулой IrS3,
серый порошок,
не растворяется в воде.

## Получение
- Нагревание хлорида иридия(IV) с избытком серы в вакууме:

{\displaystyle {\mathsf {IrCl_{4}+7S\ {\xrightarrow {600^{o}C}}\ IrS_{3}+2S_{2}Cl_{2}}}}

## Физические свойства
Сульфид иридия(VI) образует серый порошок,
не растворяется в воде и кислотах.